# Camastra (torrente)
Il torrente Camastra è un importante affluente tributario di destra del fiume Basento, in Basilicata.

## Corso del torrente
Il torrente nasce da diverse sorgenti sui monti a ridosso dei comuni di Abriola, Anzi e Calvello, quindi nei pressi delle sorgenti dei fiumi Basento e Agri, e scorre lungo uno scenario naturale tra i più caratteristici della Basilicata interna dando il nome all'omonima valle. 
Prima di immettersi nel Basento all'altezza di Albano di Lucania, riceve l'apporto del torrente Serrapòtamo e della Fiumara La Terra di Calvello.  Tra la fine degli anni 60 e l'inizio degli anni 70 è stato sbarrato a circa 600 m s.l.m. dalla Diga di Ponte Fontanelle detta anche (Diga del Camastra), alta 54 metri e con una capacità di circa 32 milioni di m³, creando un invaso le cui acque vengono utilizzate dalla città di Potenza e da una trentina di comuni nel circondario.

### Diga del Camastra, detto anche (Diga di Ponte Fontanelle)
L'invaso si trova nella valle fluviale in agro di Trivigno, tra lo stesso comune, Laurenzana, Anzi e Albano di Lucania. Caratteristico è il cosiddetto "ponte sommerso", sul versante nord, un antico ponte in pietra che nei periodi di piena della diga viene totalmente sommerso dalle acque, salvo poi riemergere nelle stagioni in cui il livello dell'acqua è più basso